# Andrea Schuler
Andrea Schuler (ur. 25 września 1975 w Birsfelden) – szwajcarska snowboardzistka. Nie startowała na igrzyskach olimpijskich. Na mistrzostwach świata najlepszy wynik uzyskała na mistrzostwach w Kreischbergu i mistrzostwach w Whistler, gdzie zajęła 6. miejsce w halfpipe’ie. Najlepsze wyniki w Pucharze Świata osiągnęła w sezonach 2003/2004 i 2005/2006, kiedy to zajęła 6. miejsce w klasyfikacji halfpipe’a.

## Sukcesy

### Mistrzostwa Świata
| Miejsce | Dzień       | Rok  | Miejscowość | Konkurencja | Zwycięzca     |
| ------- | ----------- | ---- | ----------- | ----------- | ------------- |
| 6.      | 16 stycznia | 2003 | Kreischberg | Halfpipe    | Doriane Vidal |
| 6.      | 22 stycznia | 2005 | Whistler    | Halfpipe    | Doriane Vidal |
| 12.     | 20 stycznia | 2007 | Arosa       | Halfpipe    | Manuela Pesko |
| 15.     | 23 stycznia | 2009 | Kangwŏn     | Halfpipe    | Liu Jiayu     |

### Puchar Świata

#### Miejsca w klasyfikacji generalnej
- 2000/2001 - -
- 2001/2002 - -
- 2002/2003 - -
- 2003/2004 - -
- 2004/2005 - -
- 2005/2006 - 26.
- 2006/2007 - 46.
- 2007/2008 - 38.
- 2008/2009 - 33.
- 2009/2010 - 81.

#### Miejsca na podium
1. Stoneham – 21 grudnia 2002 (Halfpipe) - 3. miejsce